# スチュアート・ローゼンバーグ
スチュアート・ローゼンバーグ（Stuart Rosenberg、1927年8月11日 – 2007年3月15日）は、アメリカ合衆国の映画監督、演出家。

## 来歴
ニューヨーク・ブルックリン区出身。ニューヨーク大学でアイルランド文学を専攻。大学卒業後に映画編集の仕事を始める。
1960年に『殺人会社』で映画監督デビュー。以降、『暴力脱獄』、『さすらいの航海』、『悪魔の棲む家』、『パッショネイト 悪の華』など幅広いジャンルの映画を手がけた。
2007年3月15日、79歳で死去。

## 主な監督作品
- 殺人会社 Murder, Inc. (1960)
- 暴力脱獄 Cool Hand Luke (1968)
- 幸せはパリで The April Fools (1969)
- WUSA WUSA (1970)
- ポケットマネー Pocket Money (1972)
- マシンガン・パニック The Laughing Policeman (1973)
- 新・動く標的 The Drowning Pool (1975)
- さすらいの航海 Voyage of the Damned (1976)
- チャールズ・ブロンソン/愛と銃弾 Love and Bullets (1979) ※別タイトル『殺人のはらわた』
- 悪魔の棲む家 The Amityville Horror (1979)
- ブルベイカー Brubaker (1980)
- パッショネイト 悪の華 The Pope of Greenwich Village (1984)
- ハリー奪還 Let's Get Harry (1986) ※アラン・スミシー名義